# Talha at-Talahat
Abu-Muhàmmad Talha ibn Abd-Al·lah ibn Khàlaf al-Khuzaí (àrab: طلحة بن عبد الله الخزاعي, Ṭalḥa b. ʿAbd Allāh al-Ḫuzāʿī), més conegut com a Talha at-Talahat, literalment ‘Talha dels Talha’, fou un general àrab dels primers temps de l'islam, governador del Sistan. El malnom Talha at-Talahat es devia al fet que la seva mare es deia Talha bint Abi-Talha, ‘Talha filla del pare de Talha’.
Vers el 683 (o inicis del 684 a tot tardar) era governador del Sistan, nomenat pel governador del Khurasan Abu-Harb Salm ibn Ziyad en el lloc de Yazid ibn Ziyad, germà del governador, després d'una ràtzia a Zamindawar, Zabulistan i contra els Kabulshahs, a l'Afganistan oriental, que havia acabat en desastre i durant la qual va morir el seu germà Yússuf ibn Ziyad, mentre un altre germà, Abu-Ubayda, fou fet presoner; fou necessari comprar els captius àrabs als Zunbils o prínceps locals de Zamindawar i Zabulistan. Salm va ser convençut per renunciar al govern a favor d'Abd-Al·lah ibn Khàzim, nomenat per l'anti-califa Abd-Al·lah ibn az-Zubayr. Salm va destituir Talha, però després va canviar de bàndol i el va restablir, mentre al Khurasan s'aixecava Aws ibn Thalaba; va morir el 685 i Abd-Allah ibn Khàzim es va imposar.
L'ancestre de la dinastia tahírida de Khurasan va esdevenir mawla de Talha durant el seu govern al Sistan vers 683-685.